# والد نافي
والد نافي (بالفرنسية: Le Père de Nafi)‏، هُو فيلم درامي سنغالي صدر سنة 2019 وأخرجه مامادو ديا. اختير الفيلم ليكون الترشيح الرسمي لدولة السنغال للتنافس على جائزة الأوسكار لأفضل فيلم دولي في حفل توزيع جوائز الأوسكار الثالث والتسعين، لكنه لم يُختر ضمن القائمة النهائية للجائزة.

## طاقم التمثيل
- سايكو لو في دور عثمان
- الحسن سي في دور تيرنو.
- بيندا دالي سي في دور رقية.

## روابط خارجية
- والد نافي على موقع IMDb (الإنجليزية)
- والد نافي على موقع ألو سيني (الفرنسية)
- والد نافي على موقع قاعدة بيانات الفيلم (الإنجليزية)
- والد نافي على موقع ليتربوكسد (الإنجليزية)
- والد نافي على موقع كينوبويسك (الروسية)